# Петра Гашпар
Петра Гашпар (угор. Petra Gáspár; нар. 13 лютого 1977) — колишня угорська тенісистка.
Найвищу одиночну позицію світового рейтингу — 165 місце досягла 16 вересня 1996, парну — 232 місце — 15 червня 1998 року.

## Фінали ITF

### Парний розряд: 3 (0–3)
| Легенда          |
| ---------------- |
| турніри $100,000 |
| турніри $75,000  |
| турніри $50,000  |
| турніри $25,000  |
| турніри $10,000  |

| Фінали за покриттям |
| ------------------- |
| Тверде (0–1)        |
| Ґрунт (0–2)         |
| Трава (0–0)         |
| Килим (0–0)         |

| Результат | Дата     | Турнір                 | Покриття | Партнерка         | Суперниці                        | Рахунок          |
| --------- | -------- | ---------------------- | -------- | ----------------- | -------------------------------- | ---------------- |
| Поразка   | Кві 1993 | ITF Acapulco, Мексика  | Ґрунт    | Алена Гаврлікова  | Рене Менц Клер Сешшинс Бейлі     | 1–6, 3–6         |
| Поразка   | Кві 1998 | ITF Dubai, ОАЕ         | Тверде   | Людмила Вармужова | Вінне Пракуся Бенджамас Сангарам | 6–7(1), 6–1, 3–6 |
| Поразка   | Чер 1998 | ITF Budapest, Угорщина | Ґрунт    | Петра Мандула     | Анна Фелденьї Ріта Куті-Кіш      | 0–6, 4–6         |

## Участь у Кубку Федерації

### Одиночний розряд
| Розіграш             | Раунд             | Дата           | Місце                     | Супротивник                    | Покриття | Суперниця            | W/L | Рахунок     |
| -------------------- | ----------------- | -------------- | ------------------------- | ------------------------------ | -------- | -------------------- | --- | ----------- |
| 1994 Fed Cup         | E/A Zone Pool D   | 19 квітня 1994 | Бад-Вальтерсдорф, Австрія | Норвегія                       | Ґрунт    | Лінда Беате Андерсен | W   | 6–1, 6–4    |
| 1994 Fed Cup         | E/A Zone Pool D   | 21 квітня 1994 | Бад-Вальтерсдорф, Австрія | Румунія                        | Ґрунт    | Іріна Спирля         | L   | 1–6, 6–7(5) |
| 1994 Fed Cup         | E/A Zone Pool k/o | 22 квітня 1994 | Бад-Вальтерсдорф, Австрія | Румунія                        | Ґрунт    | Іріна Спирля         | L   | 3–6, 0–6    |
| Кубок Федерації 1998 | E/A Zone Group I  | 14 квітня 1998 | Мурсія, Іспанія           | Швеція                         | Ґрунт    | Оса Свенссон         | L   | 6–7(5), 5–7 |
| Кубок Федерації 1998 | E/A Zone Group I  | 15 квітня 1998 | Мурсія, Іспанія           | Жіноча збірна України з тенісу | Ґрунт    | Олена Татаркова      | L   | 1–6, 4–6    |
| Кубок Федерації 1998 | E/A Zone Group I  | 16 квітня 1998 | Мурсія, Іспанія           | Югославія                      | Ґрунт    | Сандра Начук         | L   | 1–6, 3–6    |

### Парний розряд
| Розіграш             | Раунд            | Дата           | Місце           | Супротивник                    | Покриття | Партнерка       | Суперниці                        | W/L | Рахунок          |
| -------------------- | ---------------- | -------------- | --------------- | ------------------------------ | -------- | --------------- | -------------------------------- | --- | ---------------- |
| Кубок Федерації 1998 | E/A Zone Group I | 15 квітня 1998 | Мурсія, Іспанія | Жіноча збірна України з тенісу | Ґрунт    | Адрієнн Хегюдюш | Тетяна Ковальчук Олена Татаркова | L   | 4–6, 7–6(8), 3–6 |
| Кубок Федерації 1998 | E/A Zone Group I | 16 квітня 1998 | Мурсія, Іспанія | Югославія                      | Ґрунт    | Жофія Губачі    | Татьяна Єчменіца Драгана Зарич   | L   | 4–6, 3–6         |